# Michael Wiehe
Ikke at forveksle med Mikael Wiehe
Michael Rosing Wiehe (født 23. januar 1820 i København, død 31. oktober 1864 sammesteds) var en dansk skuespiller, bror til Johan Henrik og Anton Wilhelm Wiehe.
Wiehe var elev ved Det Kongelige Teater i 1837 og fik sit store gennembrud med sin originale tolkning af Aladdin i 1842. Fra 1845 var han fastansat ved nationalscenen, bortset fra 1855-1856, da han grundet uenighed med ledelsen var tilknyttet Hofteatret en sæson. Han udmærkede sig som karakterskuespiller og romantisk elsker, f.eks. i rollen som Romeo i Romeo og Julie, hvor han spillede sammen med Johanne Luise Heiberg. De to udgjorde 1800-tallets mest berømte par på den danske teaterscene. I alt spillede Wiehe 252 roller. 1858 blev han Ridder af Dannebrog.
Han er begravet på Assistens Kirkegård.

## Skuespilkarriere
Edvard Brandess værk Dansk Skuespilkunst. Portrætstudier indeholder en beskrivelse af skuespilleren Michael Wiehes liv og karriere. Brandes fremhæver Wiehes evne til at påtage sig forskellige roller med stor intensitet, hvilket gjorde ham til en markant skikkelse på scenen. Han nævner blandt andet Wiehes præstationer som Mortimer, Chevalieren i Ninon og Henrik i Alferne som eksempler på hans dramatiske talent.

## Privatliv
Wiehe førte et tilbagetrukket liv uden for scenen. Han var gift og brugte en betydelig del af sin tid på studier og forberedelse af sine roller. Hans dagligdag var præget af faste rutiner med prøver om formiddagen og forestillinger om aftenen. Han deltog sjældent i selskabelige arrangementer og holdt sig i vid udstrækning uden for offentlighedens søgelys.

## Tidlige år og udvikling
I sine unge år oplevede Wiehe usikkerhed i forhold til sin kunstneriske karriere. Han var utilfreds med de mindre roller, han blev tildelt, og følte sig ikke altid tilpas blandt sine kolleger. En personlig optegnelse fra 1838 viser hans frustration over at være statist i en opsætning af Hakon Jarl, hvilket forhindrede ham i at se stykket som publikum.